# Chelsea Poe
Chelsea Poe (Toledo, Ohio; 5 de septiembre de 1993) es una actriz pornográfica, directora modelo erótica y de BDSM y modelo de cámara web transexual estadounidense.

## Biografía
Nacida en septiembre de 1993 en la ciudad de Toledo (estado de Ohio), en una familia de origen neerlandés, se crio en Grand Rapids (Míchigan). Comenzó a participar dentro de la industria del entretenimiento para adultos cuando tenía 20 años, actuando como modelo de cámara web en sitios como Chaturbate. Después de varios meses en dichas plataformas, con 21 años se inspiró para seguir una carrera como actriz después de ver al actor y director de Pink and White Productions, Jiz Lee, hablar en una universidad local sobre la temática LGTBI y queer dentro de la pornografía.
Inspirada por el discurso de Jiz Lee, se mudó a San Francisco (California), debutando como actriz pornográfica en 2013, con 20 años. Rodó sus primeras escenas con Pink and White Productions, lo que le permitió interactuar con Jiz Lee, pero también con la cineasta Courtney Trouble, con la que llegaría a protagonizar el largometraje Trans Grrrls: Revolution Porn Style Now, nominado en los Premios XBIZ al Lanzamiento pornográfico feminista del año en el año 2014.
Como actriz, ha trabajado también con otros estudios como Trouble Films, Mancini Productions, Devil's Film, Transsensual, Exquisite, Mile High o Pure Play Media, entre otros.
La gran oportunidad de Chelsea dentro de la industria del entretenimiento para adultos ocurrió en 2014 cuando se le ofreció un papel destacado en la producción de Trouble Films Fucking Mystic, de la que también fue escritora, productora y codirectora junto a Courtney Trouble. Poe se involucró en la mayoría de aspectos creativos de la película, tanto en el castin, como el guion, dirección y marketing de la cinta, introduciéndose con la misma en el ámbito de la dirección, grabando otros títulos, en solitario o en colaboración con Trouble, como Chelsea Submits, Femme 4 Femme 2, Fetish Fvckdolls, Fetish Fvckdolls 2 o Fuckstyles 3 - Threesomes.
Su trabajo también se ha presentado en el Berlin Porn Film Festival y en el Mix Fest de Nueva York. En 2014, Chelsea hizo historia en la industria del entretenimiento para adultos al convertirse en la primera mujer transexual en aparecer en el sitio para adultos God's Girls.
De manera consecutiva, los años 2015, 2016 y 2017, estuvo nominada en los Premios AVN en la categoría de Artista transexual del año. En 2016 también consiguió la homónima en los Premios XBIZ. Volviendo a los Premios AVN, volvió a ser nominada en dos ocasiones consecutivas en la categoría de Mejor escena de sexo transexual, primero en 2016 por Trans Lesbians, con Bailey Jay, y al año siguiente por TS Babysitters, junto a Jaxton Wheeler.
Ha grabado más de 50 películas como actriz.

## Premios y nominaciones
| Año  | Ceremonia                  | Resultado | Premio                                  | Trabajo                    |
| ---- | -------------------------- | --------- | --------------------------------------- | -------------------------- |
| 2013 | Tranny Awards              | Nominada  | Mejor modelo alternativa                | —                          |
| 2015 | Premios AVN                | Nominada  | Artista transexual del año              | —                          |
| 2015 | Transgender Erotica Awards | Nominada  | Mejor artista hardcore                  | —                          |
| 2015 | Transgender Erotica Awards | Nominada  | Mejor escena                            | Bailey Jay and Chelsea Poe |
| 2015 | Transgender Erotica Awards | Nominada  | Mejor personalidad de Internet          | —                          |
| 2016 | Premios AVN                | Nominada  | Artista transexual del año              | —                          |
| 2016 | Premios AVN                | Nominada  | Mejor escena de sexo transexual         | Trans Lesbians             |
| 2016 | Premios AVN                | Nominada  | Premio fan: Artista transexual favorita | —                          |
| 2016 | Premios XBIZ               | Nominada  | Artista transexual del año              | —                          |
| 2016 | Transgender Erotica Awards | Nominada  | Ms. Unique                              | —                          |
| 2017 | Premios AVN                | Nominada  | Artista transexual del año              | —                          |
| 2017 | Premios AVN                | Nominada  | Mejor escena de sexo transexual         | TS Babysitters             |